# 小野健一 (物理学者)
小野 健一（おの けんいち、1919年1月2日 - 2010年10月8日 ）は、日本の物理学者、科学史家、東京大学名誉教授。

## 生涯
神奈川県生まれ。東京帝国大学理学部物理学科卒。東大理学部助手、1953年東大教養学部助教授、教授、1979年定年退官、名誉教授。
1962年「重粒子崩壊の相互作用」で東京大学理学博士。1979年の『鳥の飛翔に関する手稿』の翻訳でマルコ・ポーロ賞受賞。1992年勲三等旭日中綬章受章。

## 著書
- 『物質の構造』研究社学生文庫 1954
- 『電磁気学』朝倉書店 1961
- 『時間・空間・物質 物理への道』三省堂新書 1967
- 『美と豪奢と静謐と悦楽と レオナルド・ダ・ヴィンチの周辺』三省堂ブックス 1970
- 『量子力学』三省堂 科学シリーズ・物性 1973
- 『レオナルド・ダ・ヴィンチ その科学と芸術』三省堂 1976
- 『アインシュタインの発想 相対性理論とは何か』講談社現代新書 1981
- 『力学』共立出版 1983

### 編共著
- 『物理実験問題模範精講』編 関東出版社 1954
- 『物理の講義』金沢秀夫共著 大修館書店 1961

### 翻訳
- ラディスラオ・レティ編『知られざるレオナルド』裾分一弘ほか共訳 岩波書店 1975
- レオナルド・ダ・ヴィンチ『マドリッド手稿』日本語版監修:下村寅太郎等 裾分一弘,久保尋二、清水純一、山田智三郎共訳　岩波書店 1975
- レオナルド・ダ・ヴィンチ『鳥の飛翔に関する手稿』谷一郎、斎藤泰弘共訳（岩波書店、1979年）
- 『解剖手稿　ウィンザー城王室図書館蔵』ケネス・D.キール/カルロ・ペドレッティ原典翻刻・注解　山田致知監修、裾分一弘・清水純一・池田廉・斎藤泰弘・萬年甫・古川冬彦共訳　岩波書店、1982年
- 『レオナルド・ダ・ヴィンチトリヴルツィオ手稿 ミラノトリヴルツィオ図書館蔵』アンナ・マリア・ブリツィオ編校訂 斎藤泰弘・横山正共訳 岩波書店 1984